# Flagel
|  | Per a altres significats, vegeu «flagel bacterià». |

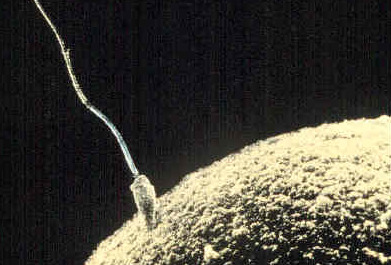
Espermatozoide (es pot apreciar el seu flagel) fecundant un òvul.

Un flagel és un orgànul amb forma de fuet que usen molts organismes unicel·lulars i uns pocs de pluricel·lulars. No obstant això, aquests orgànuls poden també estar implicats en altres processos. Aquest nom cobreix realment tres estructures diferents trobades en cadascun dels tres dominis. Els flagels bacterians són els filaments helicoidals que giren com caragols. Els flagels d'Archaea són superficialment similars, però són diferents en molts detalls i considerats no homòlegs. Els flagels d'Eukarya —aquells de cèl·lules protistes animals i vegetals— són complexes projeccions cel·lulars que assoten cap endavant i cap enrere. A vegades, aquest últim és anomenat cili o undulipodia per accentuar-ne la distinció.
Els flagels, que impulsen els espermatozoides i molts protozous, estan dissenyats per a desplaçar tota la cèl·lula a través d'un fluid.
En lloc de moviments semblants a cops de fuet, els flagels generen un moviment ondulatori repetitiu que dirigeix la cèl·lula a través del líquid.

## Estructura

Segons la disposició dels flagels reben diferents noms:
A. Monònic
B. Lofòtic
C. Amfític
D. Perític

Essencialment, l'estructura del flagel és igual a la del cili, però generalment es complica amb altres estructures afegides, resultant més gruixuda i llarga. Els flagels de les cèl·lules procariotes són més simples que les de les cèl·lules eucariotes.
Consten de 3 elements ben diferenciats:
- La part més externa o filament està format per una proteïna filamentosa amb capacitat de contracció anomenada flagelina.
- La part intermèdia o ganxo està formada per una altra proteïna.
- La part més interna és el cos basal, que es fixa a la paret i la membrana plasmàtica.

Els flagels més estudiats són els d'espermatozoides. En l'espermatozoide de mamífers, el flagel (cua) està constituït per: un axonema (9 parells de microtúbuls perifèrics i un parell central) envoltat per les fibres externes denses, 9 cilindres proteics (un per cada doblet) que intervenen en el moviment del flagel.
Per fora d'aquestes fibres, existeixen altres estructures envoltant el complex axonema-fibres: la beina mitocondrial, si el tall és per la peça intermèdia, o la beina fibrosa, si el tall es realitza en la peça principal.
La beina mitocondrial està constituïda per mitocondris disposats en hèlix que proporcionen l'energia necessària per al moviment del flagel. La beina fibrosa són parells d'estructures proteiques (cadascuna envolta la meitat de les fibres denses). Sembla que intervenen en la protecció de l'axonema i potser també en el moviment del flagel. Per fora de tot això, es disposa la membrana plasmàtica.